# Politoed
Politoeda (japanski: ニョロトノ Nyorotono) jedan je od 1025 fiktivnih vrsta Pokémona iz medijske franšize Pokémon, skupa Pokémon videoigara, animiranih serija, manga stripova, knjiga, igraćih karata i drugih medija kojima je tvorac Satoshi Tajiri. Svrha je Politoeda u videoigrama, animiranoj seriji i manga stripovima, kao i svrha ostalih Pokémona, borba s divljim Pokémonima – neukroćenim stvorenjima koje igrači i likovi pronalaze dok kreću na razne avanture – i pripitomljenim Pokémonima drugih Pokémon trenera.
Ime Politoed kombinacija je engleskih riječi "pollywog" = punoglavac, što se odnosi na anatomiju tijela njegova prethodnog oblika, Poliwaga, i "toad" = žaba, odnoseći se na izgled i anatomiju samog Politoeda. Njegovo je japansko ime, Nyorotono, vjerojatno onomatopeja: "Nyoro nyoro" označava migoljenje i meškoljenje, opisujući kretnje punoglavca (u ovom slučaju, njegova prvotnog oblika Poliwaga).

## Biološke karakteristike
Politoed nalikuje na veliku, dvonožnu žabu. Njegova je koža zelene boje koja prelazi u žutu boju na njegovim šapama, donjoj čeljusti i trbuhu. Njegov je trbuh ukrašen zelenom, blago zavinutom linijom, nalik njegovim prethodnim oblicima. Na njegovo je glavi dugačka plava vlas kose, koja je zavinuta na sličan način kao i linija na njegovu trbuhu.
Poput Slowkinga, Politoed dominira nad svojim prethodnim oblicima, Poliwagom i Poliwhirlom, pa čak i Poliwrathom, vjerojatno iz razloga što su navedeni Pokémoni punoglavci, dok je Politoed potpuno razvijena Pokémon žaba. 
Politoedov je status "kralja" prikazan u njegovoj plavoj vlasi na glavi, koja je predmet naklonosti i poštovanja među njegovim "podčinjenim" oblicima. Što je vlas duža i uvijenija, Politoed koji ju ima poštovaniji je.
Politoed posjeduje veoma snažan glas, koji stavlja u veoma dobru upotrebu: kada Poliwazi i Poliwhirli čuju njegov zov, doći će mu u pomoć bez obzira na daljinu i prepreke na koje naiđu. Politoed isto tako može glasno kreketati kada mu se pridruže još tri ili više Politoeda, što dovodi do glasnih i muklih urlika. Ova je pojava odražena u jednoj od Politoedovih TCG karata, gdje posjeduje moć da pozove u pomoć karte Poliwaga i Poliwhirla u pomoć, koje zatim povećavaju moć njegovih napada.

## U videoigrama
Jedini način dobivanja Politoeda jest razmjena Poliwhirla dok ovaj drži Kraljev kamen (King's Rock). Zbog toga, dostupnost Poliwhirla (i Kraljevog kamena) izravno utječe na dostupnost Politoeda.
Politoed posjeduje visoke Special Attack i Special Defense statuse, kao i visok HP status, no njegove su Speed i Defense statistike prilično niske za Pokémona 2. stupnja. Može naučiti razne korisne napade, poput Ledene zrake (Ice Beam) i Potresa (Earthquake) kako bi pokrio svoje dvije slabosti na Travnate i Električne napade. 
Vrijeme razvijanja Poliwhirla u Politoeda u potpunosti ovisi o igraču, no mora se izabrati s pažnjom, jer Politoed uči jako malen broj napada prirodnim putem nakon evolucije iz Poliwhirla. Ovisno o trenutku evolucije, može imati pristup nekim (ili svima) tehnikama koje mogu naučiti samo njegovi prethodni oblici, dajući mu određenu svestranost u borbama.

## U animiranoj seriji
Politoed je jedan od Pokémona koje Misty, trenerica Vodenih Pokémona, posjeduje i koristi u svojim dvoranskim borbama. Dobila ga je nakon što se njen Poliwhirl vratio u svoju Poké loptu dok je držao Kraljev kamen kojeg je Ash osvojio na Pokémon sumo natjecanju. Kada je ponovo izašao iz Poké lopte, istog se trenutka razvio u Politoeda. Ova pojava krši pravila videoigara, gdje je potrebno izvršiti razmjenu kako bi se Politoed razvio. Slična se pojava doga a u kasnijim epizodama, kada se dva Clamperla razviju u Gorebyssa i Huntaila bez razmjene.
Mistyin je Politoed veseo i snažan. Često ga se može vidjeti kako bezbrižno pleše uokolo, na sličan način kako to čini Ashov Totodile.
Još se jedan Politoed pojavljuje u kasnijim epizodama kao vođa Pokémon navijačke skupine.